# Casa Cortada (el Soleràs)
La Casa Cortada és una obra del Soleràs (Garrigues) inclosa a l'Inventari del Patrimoni Arquitectònic de Catalunya.

## Descripció
Casa entre mitgeres de planta baixa, dos pisos i golfes. Les obertures han estat distribuïdes de forma simètrica. Destaca el portal d'accés adovellat i amb una finestra al damunt on hi figura la data entorn 1600.